# Stadtsparkasse Aichach
Die Stadtsparkasse Aichach war eine öffentlich-rechtliche Sparkasse mit Sitz in Aichach in Bayern. Ihr Geschäftsgebiet war der Landkreis Aichach-Friedberg. Zum 1. Juli 2013 erfolgte die Vereinigung mit der Stadtsparkasse Schrobenhausen zur neuen Sparkasse Aichach-Schrobenhausen.

## Organisationsstruktur
Die Stadtsparkasse Aichach war eine Anstalt des öffentlichen Rechts. Rechtsgrundlagen waren das Sparkassengesetz, die bayerische Sparkassenordnung und die durch den Träger der Sparkasse erlassene Satzung. Organe der Sparkasse waren der Vorstand und der Verwaltungsrat.

### Vorstand
Der Vorstand bestand aus zwei Mitgliedern. Ihm gehörten an:
- Birgit Cischek, Vorsitzende seit 1. Oktober 2006[2], davor Mitglied
- Xaver Ostermayr, Mitglied bis 31. März 2012[3]
- Michael Appel, Mitglied ab 1. April 2012[3]

### Verwaltungsrat
Der Verwaltungsrat hatte acht Mitglieder. Ihm gehörten an:
- Klaus Habermann, Vorsitzender
- Renate Magoley, 1. Stellvertretende Vorsitzende
- Franz Lochner, 2. Stellvertretender Vorsitzender
- Franz Schindele, 3. Stellvertretender Vorsitzender
- Helmut Beck
- Heinrich Glöckner
- Michael Strauch
- Birgit Cischek

## Geschäftsausrichtung, Geschäftszahlen
Die Stadtsparkasse Aichach betrieb als Sparkasse das Universalbankgeschäft.

## Sparkassen-Finanzgruppe
Die Stadtsparkasse Aichach war Teil der Sparkassen-Finanzgruppe. Die Sparkasse vertrieb daher Bausparverträge der LBS, offene Investmentfonds der Deka und vermittelte Versicherungen der Versicherungskammer Bayern. Zuständige Landesbank war die BayernLB. Die Bank fungierte unter anderem als Verrechnungsstelle für den bargeldlosen Zahlungsverkehr.